# Estadio Nuevo Mirador
Estadio Nuevo Mirador – stadion piłkarski w Algeciras, w Hiszpanii. Został otwarty w 1999 roku. Obiekt może pomieścić 7500 widzów. Swoje spotkania rozgrywa na nim drużyna Algeciras CF, która przed otwarciem nowego stadionu występowała na Estadio del Mirador.